# Kościerzyna (Landgemeinde)
Die Gmina wiejska Kościerzyna ([kɔɕʨɛˈʒɨna]) ist eine selbständige Landgemeinde in Polen und liegt im Powiat Kościerski der Woiwodschaft Pommern. Die Gemeinde hat eine Fläche von 310,15 km² auf der 16.196 Einwohner (31. Dezember 2020) wohnen. Der Sitz der Gemeinde und des Kreises befindet sich in der namensgebenden Stadt Kościerzyna (deutsch Berent), die aber der Landgemeinde nicht angehört.

## Geographie

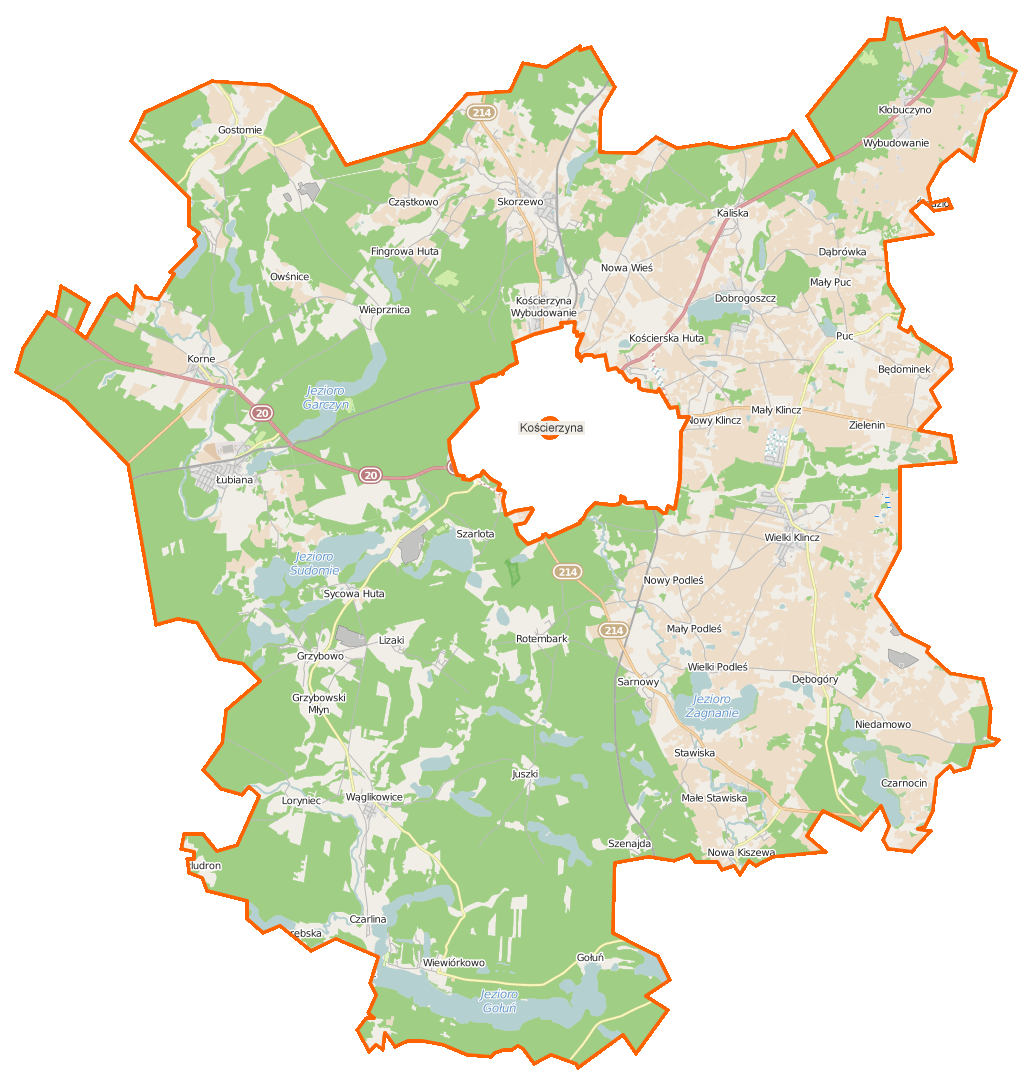
Karte der Landgemeinde

Die Landgemeinde umfasst die Stadt Kościerzyna vollständig.

## Gliederung
Die Landgemeinde besteht aus den folgenden Ortschaften:
| polnischer Name         | kaschubischer Name                  | deutscher Name (bis 1920 und 1939–1945)                                  |
| ----------------------- | ----------------------------------- | ------------------------------------------------------------------------ |
| Będominek               | Małé Bãdomino                       | Klein Bendomin                                                           |
| Czarlina                | Czôrlëna                            | Czarlinen                                                                |
| Czarne Pustkowie        | Czôrné Pùstkòwié                    |                                                                          |
| Częstkowo               | Cząstkòwò                           | Czenstkowo (1912–1920, 1942–1945 Zinsgau)                                |
| Dąbrówka                | Dãbrowka                            | Putzhütte                                                                |
| Dębogóry                | Dembògòra                           | Eichenberg                                                               |
| Debrzyno                | Debrzëno                            | Debrino                                                                  |
| Dobrogoszcz             | Dobrogòszcz                         | Dobrogosch (1942–1945 Wohlgemut)                                         |
| Fingrowa Huta           | Fingrowô Hëta                       | Fingershütte                                                             |
| Garczyn                 | Garczin                             | Gartschin (1942–1945 Hasseldorf)                                         |
| Gołuń                   | Gòłuń                               | Golluhn                                                                  |
| Gościeradz              |                                     | Goscheritz                                                               |
| Gostomie                | Gòstomié                            | Gostomie (1942–1945 Gostendorf)                                          |
| Grzybowo                | Grzëbòwò                            | Grzybowo (1869–1920, 1939–1942 Grzibau, 1942–1945 Grübau)                |
| Grzybowski Młyn         | Grzëbòwsczi Młin                    | Grzybower Mühle (1869–1920, 1939–1942 Ludwigsthal, 1942–1945 Ludwigstal) |
| Juszki                  | Juszczi                             | Juschken (1942–1945 Sorgenfelde)                                         |
| Kaliska Kościerskie     | Kalëska                             | Beek                                                                     |
| Kania                   | Kaniô                               |                                                                          |
| Kłobuczyno              | Kłobuczënò                          | Klobschin (1942–1945 Burchardsdorf)                                      |
| Korne                   | Kòrné                               | Kornen                                                                   |
| Kościerska Huta         | Kòscérskô Hëta                      | Berentshütte                                                             |
| Kościerzyna-Wybudowanie | Kòscérzna-Pùstczi                   |                                                                          |
| Kruszyna                | Kruszëniô                           | Kruschin                                                                 |
| Kula Młyn               | Kùlamëlô                            | Kullamühle                                                               |
| Lizaki                  | Lizôki                              | Lissaken (1942–1945 Moorbruch)                                           |
| Loryniec                | Loréńc                              | Lorenz                                                                   |
| Łubiana                 | Łëbianô                             | Lubianen (1942–1945 Kieseldorf)                                          |
| Ludwikowo               |                                     | Ludwigslust                                                              |
| Małe Stawiska           | Môłé Stawiska                       |                                                                          |
| Mały Klincz             | Małë Klincz                         | Klein Klintsch (187?–1920, 1939–1945 Klein Klinsch)                      |
| Mały Podleś             | Môłë Pòdlésé                        | Klein Podleß (1905–1920, 1939–1941 Klein Poldersee 1942–1945)            |
| Niedamowo               | Jadamówë                            | Niedamowo (1942–1945 Niedamsaue)                                         |
| Nowa Karczma            | Nowô Karczma                        | Neukrug                                                                  |
| Nowa Kiszewa            | Nowô Cziszewa                       | Neu Kischau                                                              |
| Nowa Wieś Kościerska    | Kòscérskô Nowô Wiés                 | Groß Neuhof (1907–1920, 1939–1941 Neuhöfel 1942–1945)                    |
| Nowy Klincz             | Nowë Klincz                         | Neu Klintsch (187?–1920, 1939–1941 Neu Klinsch 1942–1945)                |
| Nowy Podleś             | Nowé Pòdlésé                        | Neu Podleß (1905–1920, 1939–1941 Neu Poldersee 1942–1945)                |
| Owśnice                 | Òwsnice                             | Owsnitz (1942–1945 Haberfeld)                                            |
| Owśniczka               | Òwsniczka                           |                                                                          |
| Piekło                  | Piékło                              | Oberhölle                                                                |
| Plon                    |                                     | Paulinenhof                                                              |
| Puc                     | Pùc                                 | Putz                                                                     |
| Rotembark               | Rotãbarg                            | Rottenberg                                                               |
| Rybaki                  | Rëbôki                              | Ribaken (1942–1945 Fischershütte)                                        |
| Sarnowy                 | Sarnowë                             | Sarnowen (1942–1945 Rehtränke)                                           |
| Skoczkowo               | Skoczkòwò                           |                                                                          |
| Skorzewo                | Skòrzewò                            | Skorzewo (1942–1945 Schörendorf)                                         |
| Smolniki                | Smòlniki                            | Theerofen (1942–1945 Kahlberg)                                           |
| Stawiska                | Stawiska                            | Stawisken (1942–1945 Teichdorf)                                          |
| Sycowa Huta             | Zëcowô Hëta                         | Sietzenhütte                                                             |
| Szarlota                | Szarlata                            | Charlottenthal (1942–1945 Charlottental)                                 |
| Szenajda                | Szënajda                            | Schönheide                                                               |
| Szludron                | Szludrón                            | Schludron                                                                |
| Wąglikowice             | Wąglëkòjce                          | Funkelkau                                                                |
| Wawrzynowo              | Wawrzinowò                          |                                                                          |
| Wdzydze Kiszewskie      | Kiszewsczé Wdzëdzé                  | Wdzidzen (1874–1920, 1939–1941 Sanddorf 1942–1945)                       |
| Wętfie                  | Wãtpié                              | Wentfie (1942–1945 Wendfelden)                                           |
| Wielki Klincz           | Wiôldżi Klincz                      | Groß Klintsch (187?–1920. 1939–1941 Groß Klinsch 1942–1945)              |
| Wielki Podleś           | Wiôlgié Pòdlésé                     | Groß Podleß (1905–1920, 1939–1941 Poldersee 1942–1945)                   |
| Wieprznica              | Biebrznica/Wieprznica               | Bebernitz                                                                |
| Wieprznica-Młyn         | Biebrznicczi Młin/Wieprznicczi Młin | Bebernitzer Mühle                                                        |
| Wierzysko               | Wiérzëska                           | Wierschisken                                                             |
| Wygoda                  | Wëgòda                              |                                                                          |
| Zabrody                 | Zôbrodë                             | Zabroddi                                                                 |
| Zielenin                | Zeléninò                            | Zelenin (1942–1945 Altehütte)                                            |
| Złotowo                 | Złotowò                             |                                                                          |